# 格夫雷斯
格夫雷斯（德語：Gefrees，發音：[ɡəˈfʁeːs] ⓘ）是德国巴伐利亚州上弗兰肯行政区拜罗伊特县的城市，面积50.32平方千米，2023年12月31日人口为4,248人。